# 岱山水库 (肥东)
岱山水库是中国安徽省合肥市肥东县境内的一座水库，位于长江支流滁河上，建于1976年。水库正常库容为1880万立方米，集雨面积为90平方千米，海拔为51米。